# 釜ヶ崎日雇労働組合
釜ヶ崎日雇労働組合（かまがさきひやといろうどうくみあい、略称：釜日労（かまにちろう））は、釜ヶ崎（通称あいりん地区）の日雇労働者により結成された労働組合である。

## 概要
- 1976年の第6回釜ヶ崎越冬闘争後、「釜ヶ崎仕事補償闘争委員会」と名称を変更し、「仕事よこせ」をスローガンに闘争を闘ってきた。そして6月14日、大阪市による花園公園テント村強制撤去を受けて、恒久的に闘う労働者組織の必要性から7月1日に結成される。釜ヶ崎の日雇労働者の権利を獲得する活動と全国の労働者とともに｢安心して働き、生活できる社会｣を目指して活動を行っている。
- 1970年代後半に、｢半タコ・ケタオチ戦｣を掲げ、タコ部屋同然の飯場、低賃金・劣悪条件（ケタオチ）飯場との闘いを数多く展開し、77年の暴行・監禁飯場である中島組闘争では、大阪府警察の妨害に1か月の持久戦を闘い、火炎瓶により飯場を焼き打ちし最終的決着を図った。この一連の対悪質業者闘争で、暴力手配師追放釜ヶ崎共闘会議(釜共闘1972年)の切り開いた日雇労働者の実力による暴力団｢人夫出し｣(違法派遣)業者との関係をさらに前進させた。一方では、四大｢寄せ場｣の運動勢力の再結集を目指し、全国日雇共闘から寄せ場交流会そして82年の全国日雇労働組合協議会(日雇全協)を結成し、反動的国策事業との対決を掲げ、労働運動と政治闘争を結合させてきた。
- 1978年に、釜ヶ崎解放会館を購入し、活動拠点とした。
- 1980年代には、｢寄せ場春闘｣を掲げ、毎年賃上げを要求、労働センターでの労働者の大衆的闘いで最低賃金以下のケタオチ業者の求人を止め、全国一低かった釜ヶ崎の求人単価を80年代後半には｢全国の建設労働者の賃金は釜ヶ崎が決める｣ところまで押し上げた。
- 1980年には初代委員長-稲垣浩が、解放会館の運営委員会を組合会議を経ずに組織し所有名義を妻名義にしたこと、全港湾の強制カンパを｢100円訴訟｣として、裁判所に訴え｢国家権力の機関に労働者組織間の問題の解決を委ねた｣として他の執行委員から罷免された。その後、稲垣は1981年に釜ヶ崎地域合同労働組合を作ったが、釜日労は以降20年以上、解放会館の2階を事務所として居すわった。
- 1983年には、排外主義・ナショナリズムを掲げ寄せ場労働者を支配しようと山谷に登場した暴力団を、暴動で打ち破り2名の犠牲者を出しながら寄せ場支配をはねのけた。その闘いの当初より派遣団を送り出し、山谷労働者とともに中心的に担った。
- 1990年代には、バブル経済の崩壊とともに大不況にあえぎ、大量の野宿者を出した釜ヶ崎で、93年釜ヶ崎反失業連絡会(釜ヶ崎就労・生活保障制度を実現をめざす連絡会)を地域の労働者支援団体を集めて結成し、「仕事よこせ」と「寝床よこせ」を軸にした反失業闘争を展開。機動隊の包囲網の中、労働センターの｢夜間開放闘争｣、大阪府庁舎、大阪市役所前で巨大テントを張っての｢野営闘争｣を幾度も繰り返し、行政側より、夜間開放闘争の代替措置としてのシェルター、輪番登録制による日給5,700円の特別清掃事業を勝ち得た。多くの野宿者支援団体が｢ハウジング・ファースト｣と寝床優先であるのに対して、一貫して｢働いて飯を食わせろ｣と、就労を軸とした失業・野宿問題対策を主張している。
- 1999年反失連とともにNPO法人釜ヶ崎支援機構設立の立役者となった。
- 三里塚闘争（成田空港問題）について、現在も三里塚芝山連合空港反対同盟（旧熱田派[1]）の活動に参加している[2]。
- 2012年9月5日の名誉毀損裁判で訴えられて｢権力機関の判断を拒否して釜ヶ崎労働者の判断に委ねる｣と裁判を拒否した為、稲垣浩と釜ヶ崎地域合同労働組合に対して各330万円を支払うことを命じられた。
- 大阪西成女医不審死事件に関して2012年11月1日に週刊金曜日編集長宛に抗議文を出した[3]。2013年2月3日にはTwitterで週刊金曜日編集部に対する反撃を本格的に始めたと宣言した[4]。
- 慰謝料及び弁護士費用の損害賠償と機関紙及びブログへの謝罪広告の掲載を求める訴訟の再訴を釜ヶ崎地域合同労働組合が2022年10月に行った（釜ヶ崎地域合同労働組合サイト2022年10月31日の記事「裁判所の判決を履行しない釜日労を再訴」）。
- 被告釜ヶ崎日雇労働組合は原告稲垣浩と釜ヶ崎地域合同労働組合に対しおのおの330万円（計660万円）を支払えという判決が確定した（釜ヶ崎地域合同労働組合サイト2023年2月13日の記事「名誉棄損の裁判　判決が確定しました『被告釜日労は原告稲垣浩と釜合労に対しおのおの330万円（計660万円）支払え』」）。

## 役員
- 初代委員長 稲垣 浩(1976年～1980年)
- 二代目委員長 山田 實(1980年～2010年)
- 現在の委員長は三代目の山中秀俊。

## 事務所
住所
- 大阪市西成区萩之茶屋1丁目9番7号
- 大阪市西成区萩之茶屋2丁目5番23号釜ヶ崎解放会館(78～80年まで)
- 大阪市西成区萩之茶屋2丁目5番23号釜ヶ崎解放会館 2階 (80～02年まで)